# 6890 Savinykh
6890 Savinykh eller 1975 RP är en asteroid i huvudbältet som upptäcktes den 3 september 1975 av den ryska astronomen Ljudmila Tjernych vid Krims astrofysiska observatorium på Krim. Den är uppkallad efter den sovjetiska kosmonauten Viktor Savinich.
Asteroiden har en diameter på ungefär 19 kilometer och den tillhör asteroidgruppen Themis.